# Meiglyptes
Genre
Meiglyptes est un genre comprenant 4 espèces de pics, endémique à la zone indomalaise.

## Liste d'espèces
D'après la classification de référence (version 14.1, 2024) du Congrès ornithologique international (ordre phylogénique) :
- Meiglyptes grammithorax – Pic à croupion fauve
- Meiglyptes tristis – Pic strihup
- Meiglyptes jugularis – Pic à jugulaire
- Meiglyptes tukki – Pic tukki